# Braunsapis boharti
Braunsapis boharti är en biart som först beskrevs av Karl V. Krombein 1951.
Braunsapis boharti ingår i släktet Braunsapis och familjen långtungebin. Inga underarter finns listade.